# Murray Stein
Murray Stein es un analista junguiano, psicoterapeuta, escritor y conferenciante.

## Biografía
El doctor Stein es graduado por la Universidad Yale (B.A. y M. Div.), la Universidad de Chicago (Ph.D., en religión y estudios psicológicos), y el C.G. Jung-Institut Zürich. Es miembro fundador del Inter-Regional Society of Jungian Analysts y del Chicago Society of Jungian Analysts. Ha sido presidente de la International Association for Analytical Psychology (2001-4), y es en la actualidad miembro de la Swiss Society for Analytical Psychology y copresidente de la International School of Analytical Psychology, Zúrich.

## Obra
El doctor Murray Stein es formador de analistas en el International School for Analytical Psychology en Zúrich, Suiza. Sus publicaciones más recientes incluyen The Principle of Individuation, Jung’s Map of the Soul, y The Edinburgh International Encyclopaedia of Psychoanalysis (editor de las secciones junguianas, con Ross Skelton como editor general). Da conferencias a nivel internacional sobre temas relacionados con la psicología analítica y sus aplicaciones en el mundo contemporáneo.
Listado de trabajos
- The Collected Writings of Murray Stein:

1. Volumen 1: Individuation (2020)
2. Volumen 2: Myth and Psychology (2020)
3. Volumen 3: Transformations (2021)
4. Volumen 4: The Practice of Jungian Psychoanalysis (2022)
5. Volumen 5: Analytical Psychology And Christianity (2023)
6. Volumen 6: Analytical Psychology And Religion (2022)
7. Volumen 7: The Problem of Evil (2023)
8. Volumen 8: Psychology and Spirituality (2024)
9. Volumen 9: Jungian Studies (2024)

- The Mystery of Transformation (2022)
- Four Pillars of Jungian Psychoanalysis (2022)
- Map of the Soul - 7: Persona, Shadow & Ego in the World of BTS (2020)
- Temporality, Shame, and the Problem of Evil in Jungian Psychology: An Exchange of Ideas (2020)
- Men Under Construction: Challenges and Prospects (2020)
- The Analyst and the Rabbi: A Play (2019)
- Map of the Soul - Persona: Our Many Faces (2019)
- Jung´s Red Book for our Time. Cinco volúmenes (editor) (2017-2022)
- Solar Conscience, Lunar Conscience: The Psychological Foundations of Morality, Lawfulness, and the Sense of Justice (2018)
- The Bible As Dream. A Jungian Interpretation (2018)
- Outside Inside and All Around (2017)
- Soul: Treatment and Recovery (2015)
- Minding The Self (2014)
- The Principle of Individuation (2006)
- Jung's Map of the Soul (1998)
- Jungian Psychoanalysis (2010)
- Jung's Treatment of Christianity (1986)
- In Midlife (1998)
- Practicing Wholeness (1996)
- Transformation Emergence of the Self (1998)
- Solar Conscience Lunar Conscience (1993)

## Edición en español
- Murray Stein y Thomas Arzt editores (2023). El libro rojo de Jung para nuestros tiempos: la búsqueda del alma bajo condiciones posmodernas. Quince ensayos de los cinco volúmenes de la versión inglesa en un solo volumen en castellano. Chiron Publications. ISBN 978-1-68503-125-1 / ISBN 978-1-68503-126-8.
- Mapa del alma, persona: nuestras muchas caras. Chiron Publications. 2019. ISBN 978-1-63051-788-5.
- El principio de individuación. Hacia el desarrollo de la conciencia humana. Barcelona: Luciérnaga. 2007. ISBN 9788489957855.
- El mapa del alma según Jung. Barcelona: Luciérnaga. 2004. ISBN 9788489957640.